# Leti, leti (2003.)
Leti, leti je hrvatski televizijski dramski film iz 2003. godine. U filmu glavne uloge glume Daria Knez i Leona Paraminski.

## Uloge
- Daria Knez - Ines
- Leona Paraminski - Dina
- Saša Anočić - Krešo
- Tarik Filipović - pilot
- Hrvoje Kečkeš - Dinin dečko
- Ines Bojanić - plavuša
- Enes Vejzović - smetlar
- Daniel Biffel - luzer
- Alen Lončarić - momak u disku